# Ingo Molnár
Ingo Molnár je maďarský linuxový hacker a programátor, zaměstnaný od května 2013 ve společnosti Red Hat. Je známý především díky vylepšení operačního systému Linux z hlediska bezpečnosti a výkonu.
Vystudoval na maďarské univerzitě Eötvös Loránd. V roce 2012 kritizoval pracovní plochu Linuxu jako "nedostatečně volnou" pro uživatele s ohledem na aplikace. Argumentoval tím, že typicky používaný systém distribuce a zavádění softwaru prostřednictvím centralizovaných distribucí Linux není rychlý a dostatečně flexibilní, aby uspokojil požadavky uživatelů i výrobců aplikací. Navrhl decentralizovanou metodu nasazení (podobně jako Autopackage, Zero Install nebo Klik-nástupce PortableLinuxApps), která umožňuje flexibilnější aplikační infrastrukturu vytvořenou stabilní platformou a nezávislými poskytovateli softwaru.

## Dílo
Některé z jeho dodatků k jádru Linuxu obsahují plánovač O(1) Linux-2.6.0 a Completely Fair Scheduler (CFS) Linux-2.6.23, vnitrosystémový (tzv. in-kernel) TUX HTTP/FTP server a další vlákna k systému Linux. Napsal také jádrovou bezpečnostní funkci nazvanou "Exec Shield", která zabraňuje exploitaci přetečení bufferu založenou na zásobníku v architektuře x86 zakázáním oprávnění pro spuštění zásobníku.
Spolu s Thomasem Gleixnerem pracoval na operačním systému reálného času PREEMPT_RT, jehož cílem je snížit maximální latenci přepínání vláken linuxového jádra z neomezeného počtu milisekund dolů na ohraničené hodnoty v řádu desítek mikrosekund (v závislosti na systému). Od roku 2011 pracuje Thomas Gleixner na dalším zlepšení náplasti a získávání důležitých patchů patchů z patchů spojených do jádra Mainline Linuxu.
Mezi Linuxem 2.6.21 a Linuxem 2.6.24 pracoval na CFS, který byl inspirován plánovačem australského programátora a lékaře jménem Con Kolivas. CFS nahradil předchozí plánovač procesů jádra Linuxu od verze 2.6.23.